# Fauguernon
Fauguernon és un municipi francès situat al departament de Calvados i a la regió de Normandia. L'any 2007 tenia 242 habitants.

## Demografia

### Població
El 2007 la població de fet de Fauguernon era de 242 persones. Hi havia 96 famílies de les quals 20 eren unipersonals (8 homes vivint sols i 12 dones vivint soles), 32 parelles sense fills, 36 parelles amb fills i 8 famílies monoparentals amb fills.
La població ha evolucionat segons el següent gràfic:
Habitants censats

### Habitatges
El 2007 hi havia 111 habitatges, 94 eren l'habitatge principal de la família, 13 eren segones residències i 4 estaven desocupats. 105 eren cases i 6 eren apartaments. Dels 94 habitatges principals, 79 estaven ocupats pels seus propietaris, 12 estaven llogats i ocupats pels llogaters i 3 estaven cedits a títol gratuït; 1 tenia una cambra, 3 en tenien dues, 6 en tenien tres, 29 en tenien quatre i 55 en tenien cinc o més. 89 habitatges disposaven pel capbaix d'una plaça de pàrquing. A 36 habitatges hi havia un automòbil i a 57 n'hi havia dos o més.

### Piràmide de població
La piràmide de població per edats i sexe el 2009 era:
| Homes | Edats   | Dones |
| ----- | ------- | ----- |
| 0     | 95 o +  | 0     |
| 0     | 90 a 94 | 0     |
| 0     | 85 a 89 | 0     |
| 1     | 80 a 84 | 1     |
| 4     | 75 a 79 | 2     |
| 4     | 70 a 74 | 7     |
| 5     | 65 a 69 | 3     |
| 10    | 60 a 64 | 4     |
| 5     | 55 a 59 | 8     |
| 10    | 50 a 54 | 12    |
| 12    | 45 a 49 | 5     |
| 2     | 40 a 44 | 6     |
| 6     | 35 a 39 | 9     |
| 5     | 30 a 34 | 5     |
| 3     | 25 a 29 | 4     |
| 3     | 20 a 24 | 3     |
| 10    | 15 a 19 | 6     |
| 2     | 10 a 14 | 4     |
| 9     | 5 a 9   | 3     |
| 5     | 0 a 4   | 4     |

## Economia
El 2007 la població en edat de treballar era de 153 persones, 112 eren actives i 41 eren inactives. De les 112 persones actives 106 estaven ocupades (60 homes i 46 dones) i 6 estaven aturades (4 homes i 2 dones). De les 41 persones inactives 14 estaven jubilades, 14 estaven estudiant i 13 estaven classificades com a «altres inactius».

### Ingressos
El 2009 a Fauguernon hi havia 93 unitats fiscals que integraven 245 persones, la mediana anual d'ingressos fiscals per persona era de 21.893 €.

### Activitats econòmiques
Dels 6 establiments que hi havia el 2007, 5 eren d'empreses de construcció i 1 d'una empresa de serveis.
Dels 3 establiments de servei als particulars que hi havia el 2009, 1 era un paleta, 1 guixaire pintor i 1 fusteria.
L'any 2000 a Fauguernon hi havia 10 explotacions agrícoles que ocupaven un total de 316 hectàrees.

## Poblacions més properes
El següent diagrama mostra les poblacions més properes.